# Konitrud lékařský

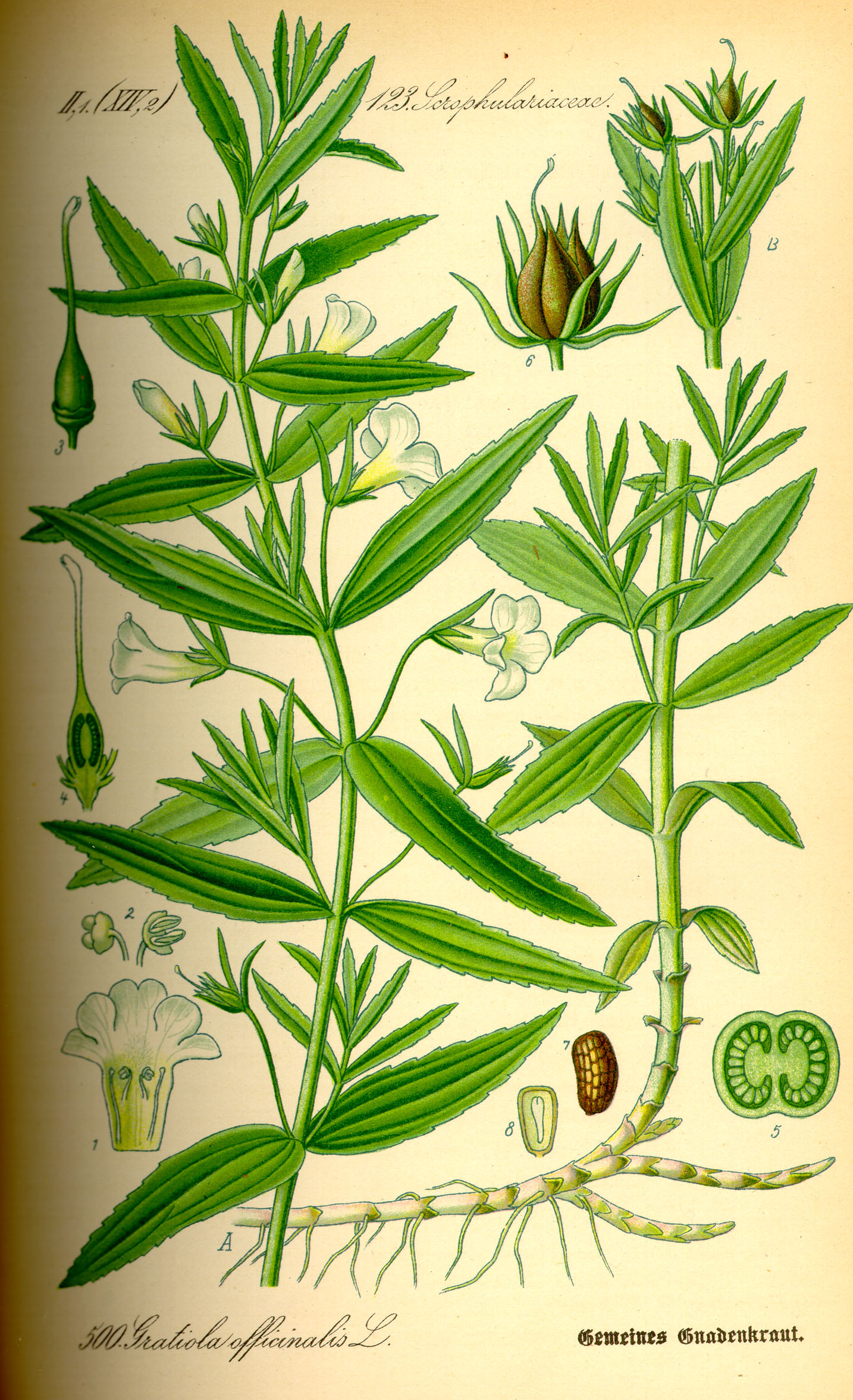
Nákres konitrudu lékařského

Konitrud lékařský (Gratiola officinalis) je nevysoká bylina vlhkých míst, která byla dříve v České republice považována za léčivou rostlinu a nyní je ohrožená vyhynutím. Tento v české přírodě původní druh byl po dlouhá léta jediným druhem rodu konitrud, jenž v Česku rostl, ale v roce 2002 byl zjištěn ze Severní Ameriky příležitostně zavlékaný konitrud přehlížený.

## Rozšíření
Rostlina je s ohledem na svůj výskyt považována hlavně za submediteránní (Apeninský, Balkánský, Pyrenejský poloostrov) a subatlantskou (Francie, Nizozemsko, Portugalsko, Španělsko) s přesahem do Střední Evropy (ČR, Belgie, Maďarsko, Německo, Nizozemsko, Rakousko, Slovensko, Švýcarsko). Její areál dále roztroušeně sahá přes evropské Rusko a Sibiř až po Altaj a dále do Jihozápadní Asie (Turecko, Írán), na Kavkaz (Ázerbájdžán, Gruzie), do Střední Asie (Kazachstán, Kyrgyzstán, Tádžikistán, Uzbekistán) a na sever Číny a Íránu.

## Výskyt v Česku
V České republice konitrud lékařský dříve rostl podél mnoha řek i v jihočeských rybničních oblastech, v současnosti je z důvodu devastace stanovišť na ústupu. Jsou známe řídké nedávné nálezy ze západních a severních Čech, aktuálně pravidelně roste v nevelkých počtech na střední a jižní Moravě.
Pro zvýšení ochrany druhu je zařazen ve "Vyhlášce MŽP ČR č. 395/1992 Sb. ve znění vyhl. č. 175/2006 Sb.", stejně jako v "Červeném seznamu cévnatých rostlin České republiky z roku 2012", mezi silně ohrožené druhy (§2, C2b).

## Ekologie
Je světlomilnou rostlinou bažinatých a mokřadních stanovišť nacházejících se podél vodních toků a nádrží, roste i na místech krátkodobě zaplavovaných. Vyskytuje se také na zamokřených loukách a ladem ležících místech s písčitou až hlinitopísčitou půdou, která často bývá i zbahnělá. Je hemikryptofyt kvetoucí od června do srpna. Ploidie druhu 2n = 32.

## Popis

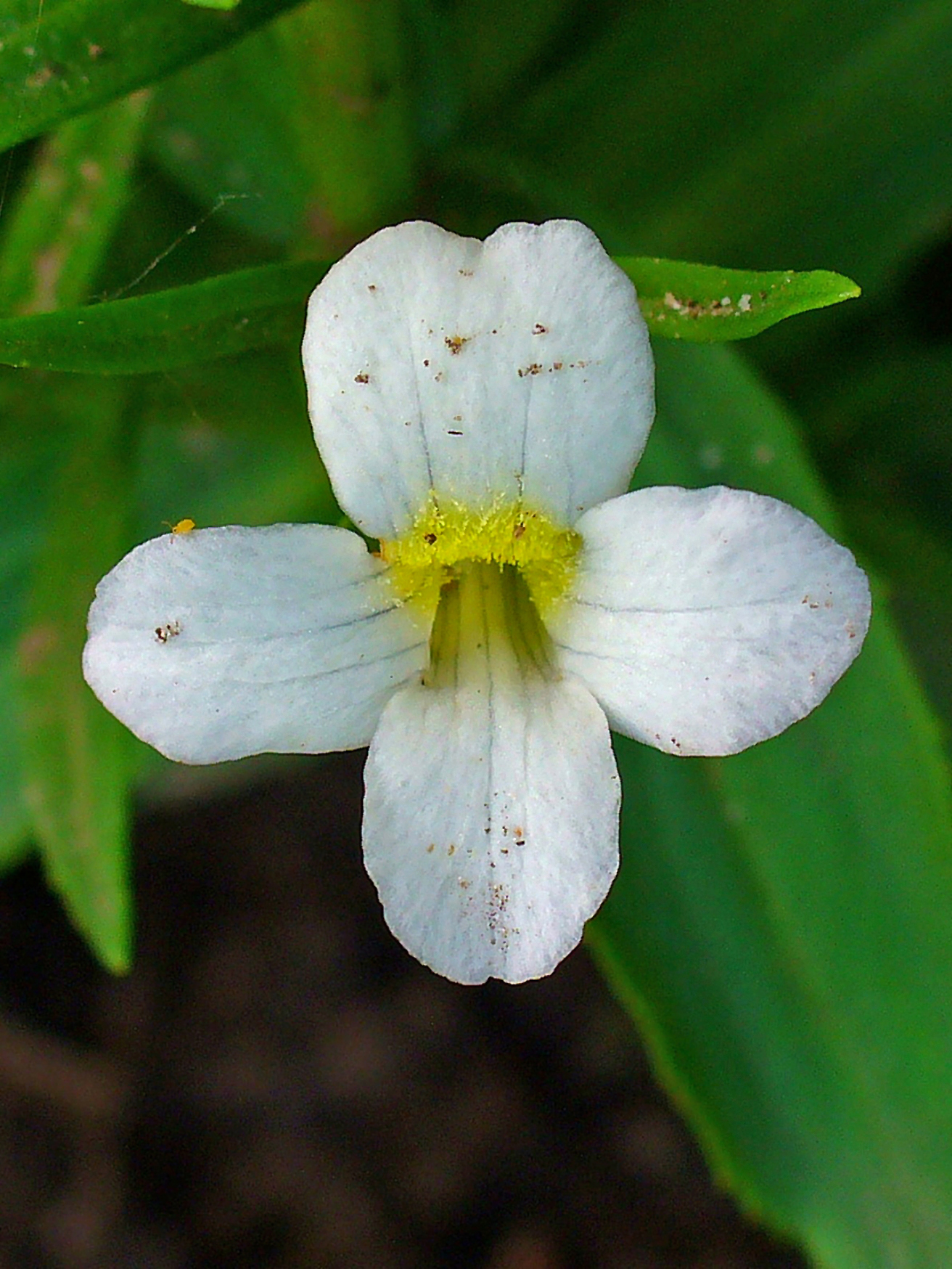
Květ

Vytrvalá rostlina s přímou či vystoupavou lodyhou vysokou 20 až 40 cm vyrůstající z plazivého oddenku. Lodyha je pevná, čtyřhranná a porostlá vstřícnými, křižmostojnými, poloobjímavými listy. Jejich čepele, 20 až 50 mm dlouhé, jsou třížílné, kopinaté, na vrcholu ostře zakončené a po obvodě ostře pilovité. Listy vespod lodyhy brzy zasychají.
Květy se stopkami vyrůstají jednotlivě z úžlabí listenů delších než stopky, pod kalichem jsou ještě dva úzké listence. Kalich je dělený do pěti cípů nestejné délky. Koruna je 2 cm dlouhá, široce trubkovitá, bílá a dvoupyská; horní pysk má dva cípy nazpět ohnuté a dolní tři cípy zaoblené. Korunní trubka je hranatá, žlutavá, nazelenalá nebo červenavě naběhlá, tmavě žilkovaná. V květu jsou patrny čtyři tyčinky, dvě funkční s tlustými nitkami mají prašníky a dvě jalové s tenkými nitkami jsou bez prašníků, pátá tyčinka je zakrnělá. Kuželovitý semeník nese čnělku s dvoulaločnou bliznou.
Plod je kulovitá mnohosemenná tobolka kapkovitého tvaru až 5 mm velká. Tobolka, otevírající se čtyřmi chlopněmi, obsahuje válcovitá, nažloutlá až hnědá semena asi 1 mm dlouhá.

## Význam
V minulosti konitrud lékařský sloužil k léčbě lidí i zvířat, používal se v malých dávkách proti střevním nemocem, při problémech s játry, ledvinami, při vodnatelnosti a k ovlivnění srdeční činnosti. Obsahuje množství glykosidů, například léčivý graciolin a graciotoxin a toxický elateridin. Dnes se jeho užívání již nedoporučuje. Je chráněnou rostlinou a při nesprávné aplikaci může způsobit poškození ledvin, vnitřní krvácení, potrat i selhání srdce.